# Billy Talent II
Billy Talent II – drugi album grupy Billy Talent wydany 27 czerwca 2006 roku.

## Lista utworów
1. "Devil in a Midnight Mass" – 2:52
2. "Red Flag" – 3:16
3. "This Suffering" – 3:56
4. "Worker Bees" – 3:44
5. "Pins & Needles" – 3:11
6. "Fallen Leaves" – 3:19
7. "Where Is The Line?" – 3:49
8. "Covered In Cowardice" – 4:12
9. "Surrender" – 4:16
10. "The Navy Song"– 4:31
11. "Perfect World" – 3:06
12. "Sympathy" – 3:18
13. "Burn The Evidence" – 3:40

## Single
1. 2006 Red Flag
2. 2006 Fallen Leaves
3. 2007 Surrender
4. 2008 This Suffering

## Teledyski
1. Devil In A Midnight Mass
2. Red Flag
3. Fallen Leaves
4. Surrender